# Lomographa sylvestrata
Lomographa sylvestrata är en fjärilsart som beskrevs av Eduard Friedrich Eversmann 1844. Lomographa sylvestrata ingår i släktet Lomographa och familjen mätare. Inga underarter finns listade i Catalogue of Life.